# Conjetura de Cramér
En teoría de números, la conjetura de Cramér, formulada por el matemático sueco Harald Cramér en 1936, dice que
{\displaystyle \limsup _{n\rightarrow \infty }{\frac {p_{n+1}-p_{n}}{(\log p_{n})^{2}}}=1}
donde pn denota el n-ésimo número primo y "log" denota el logaritmo natural. Esta conjetura aún no ha sido demostrada ni refutada, y es improbable que lo sea en un futuro cercano. Se fundamenta en un modelo probabilístico (en esencia, una heurística) de los números primos, en el cual se presupone que la probabilidad de que un número natural sea primo es {\displaystyle {\tfrac {1}{\log x}}}. Este modelo se conoce como el modelo de Cramér de los números primos. De ahí, se puede demostrar que la conjetura es cierta con probabilidad uno.
Shanks conjeturó la igualdad asintótica de diferencias maximales entre primos consecutivos, un enunciado más fuerte.
También Cramér formuló otra conjetura sobre diferencias entre primos consecutivos:
{\displaystyle p_{n+1}-p_{n}={\mathcal {O}}({\sqrt {p_{n}}}\,\log p_{n})}
que demostró presuponiendo la (aún por demostrar) hipótesis de Riemann.
Además, E. Westzynthius demostró en 1931 que
{\displaystyle \limsup _{n\to \infty }{\frac {p_{n+1}-p_{n}}{\log p_{n}}}=\infty .}

## Conjetura de Cramér-Granville
Puede que la conjetura de Cramér sea demasiado fuerte. Andrew Granville conjeturó en 1995 que existe una cota {\displaystyle M} para la cual {\displaystyle p_{n+1}-p_{n}<M(\log {p_{n}})^{2}}. Maier propuso {\displaystyle M=2e^{-\gamma }\approx 1.1229\ldots .\ }
Nicely ha calculado muchas diferencias grandes entre primos consecutivos. Ha medido la compatibilidad con la conjetura de Cramér midiendo la razón R entre el logaritmo de un número primo y la raíz cuadrada de la diferencia con el siguiente. «Para las mayores diferencias maximales que se conocen», dice, «R se ha mantenido cerca de 1,13», lo que muestra que, al menos entre los números que ha observado, el refinamiento de Granville de la conjetura de Cramér parece ajustarse bien a los datos.

## Resultados probados condicionalmente sobre la separación entre primos
Cramér dio un prueba condicional de una declaración mucho más débil, que implica que
{\displaystyle p_{n+1}-p_{n}=O({\sqrt {p_{n}}}\,\log p_{n})}
en el supuesto de que se cumpliera la hipótesis de Riemann. El postulado incondicional más conocido es el que indica que
{\displaystyle p_{n+1}-p_{n}=O(p_{n}^{0.525})}
debido a Baker, Harman y Pintz.
En otra dirección, E. Westzynthius demostró en 1931 que la separación entre primos crece más que logarítmicamente. Es decir,
{\displaystyle \limsup _{n\to \infty }{\frac {p_{n+1}-p_{n}}{\log p_{n}}}=\infty .}
Su resultado fue mejorado por Robert Alexander Rankin, que demostró que
{\displaystyle \limsup _{n\to \infty }{\frac {p_{n+1}-p_{n}}{\log p_{n}}}\cdot {\frac {\left(\log \log \log p_{n}\right)^{2}}{\log \log p_{n}\log \log \log \log p_{n}}}>0.}
Paul Erdős conjeturó que el lado izquierdo de la fórmula anterior es infinito, y esto fue probado en 2014 por Kevin Ford, Ben Green, Sergei Konyagin y Terence Tao.

## Justificación heurística
La conjetura de Cramér se basa en un modelo probabilístico, esencialmente heurístico, en el que la probabilidad de que un número de tamaño x sea primo es 1/log x. Esto se conoce como el modelo aleatorio de Cramér o modelo de Cramér de los números primos.
En el modelo aleatorio de Cramér,
{\displaystyle \limsup _{n\rightarrow \infty }{\frac {p_{n+1}-p_{n}}{\log ^{2}p_{n}}}=1}
con probabilidad 1. Sin embargo, como señaló Andrew Granville, el teorema de Maier demuestra que el modelo aleatorio de Cramér no describe adecuadamente la distribución de primos en intervalos cortos. Por ello, un refinamiento del modelo de Cramér teniendo en cuenta la divisibilidad por pequeños primos sugiere que {\displaystyle c\geq 2e^{-\gamma }\approx 1.1229\ldots } (A125313), donde {\displaystyle \gamma } es la constante de Euler-Mascheroni. János Pintz ha sugerido que el límite superior puede ser infinito, y de manera similar Leonard Adleman y Kevin McCurley escribieron que:
Como resultado del trabajo de H. Maier sobre los espacios entre números primos consecutivos, la formulación exacta de la conjetura de Cramér ha sido cuestionada [...] Todavía es probablemente cierto que para cada constante {\displaystyle c>2}, hay una constante {\displaystyle d>0} tal que hay un primo entre {\displaystyle x} y {\displaystyle x+d(\log x)^{c}}.

## Conjeturas y heurística relacionadas

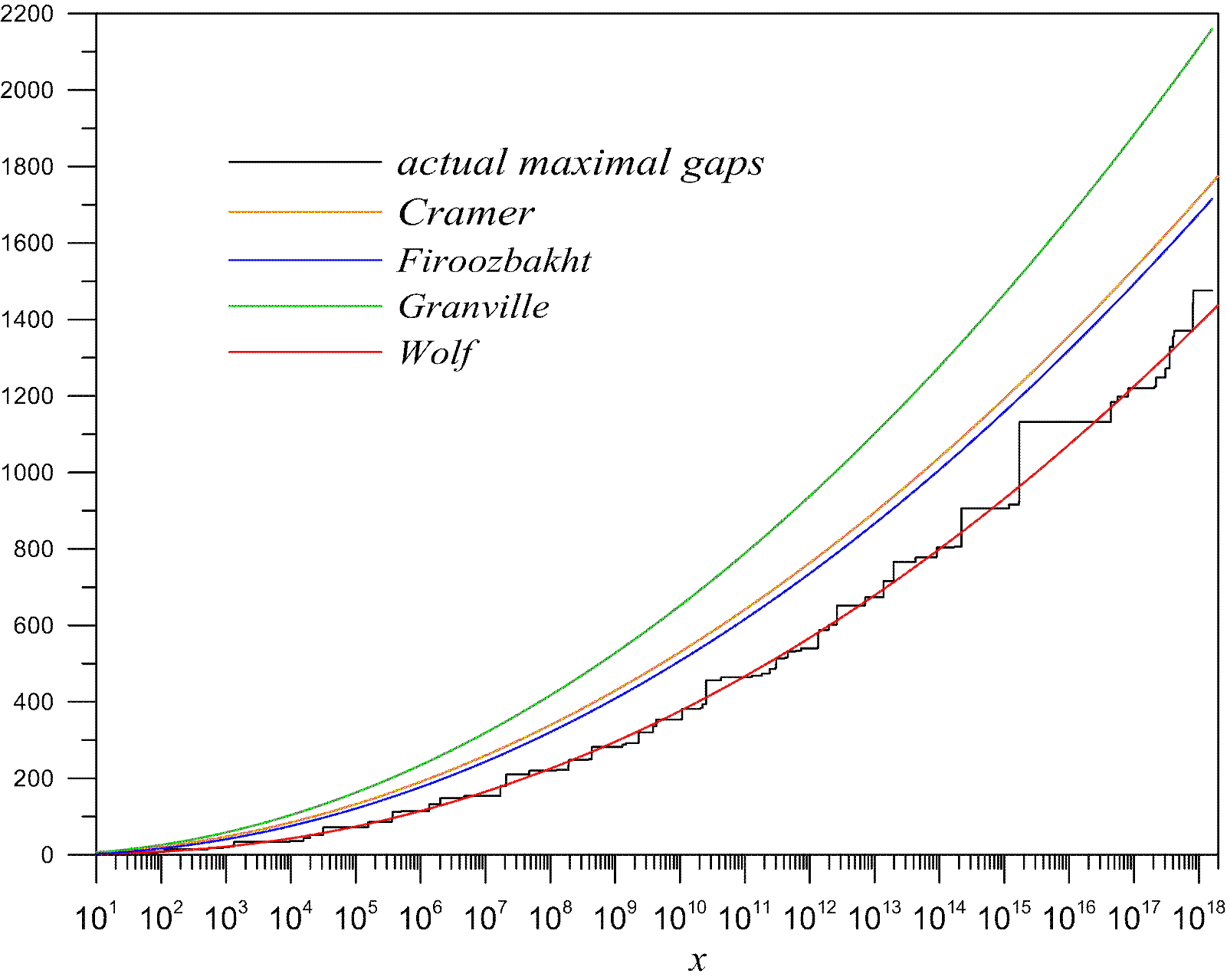
Función de la separación entre primos consecutivos

Daniel Shanks conjeturó la siguiente igualdad asintótica, más fuerte que la conjetura de Cramér, para la separación entre primos:
{\displaystyle G(x)\sim \log ^{2}x.}
J.H. Cadwell propuso la siguiente fórmula para las separaciones máximas:
{\displaystyle G(x)\sim \log x(\log x-\log \log x),}
que es formalmente idéntica a la conjetura de Shanks, pero que sugiere un término de orden inferior.
Marek Wolf propuso la siguiente fórmula para las separaciones máximas 
{\displaystyle G(x)}
expresadas en términos de la función contador de números primos {\displaystyle \pi (x)}:
{\displaystyle G(x)\sim {\frac {x}{\pi (x)}}(2\log \pi (x)-\log x+c_{0}),}
donde {\displaystyle c_{0}=\log(C_{2})=0.2778769...} y {\displaystyle C_{2}=1.3203236...} es el doble de la constante de los primos gemelos; consúltese A005597, A114907. Usando la aproximación de Gauss {\displaystyle \pi (x)\sim x/\log(x)}, se obtiene
{\displaystyle G(x)\sim \log(x)(\log x-2\log \log x),}
que para {\displaystyle x} grande también es asintóticamente equivalente a las conjeturas de Cramér y Shanks: {\displaystyle G(x)\sim \log ^{2}(x)}.
Thomas Nicely ha localizado numerosos saltos entre primos consecutivos de gran longitud. Esto le ha permitido estimar la calidad de ajuste de la conjetura de Cramér midiendo la relación
{\displaystyle R={\frac {\log p_{n}}{\sqrt {p_{n+1}-p_{n}}}}.}
Escribe: "Para las separaciones entre primos consecutivos más grandes conocidas, {\displaystyle R} se ha mantenido cerca de 1,13". Sin embargo, {\displaystyle 1/R^{2}} sigue siendo inferior a 1.